# Operação Métis
Operação Métis é a operação policial brasileira deflagrada pela Polícia Federal em 21 de outubro de 2016. O alvo da operação foram quatro policiais legislativos do Senado Federal do Brasil, que foram presos temporariamente.

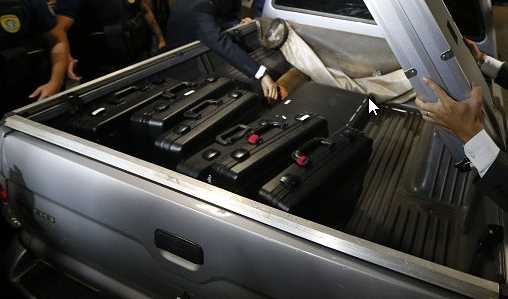
Apreensão dos equipamentos da Polícia do Senado

A operação se baseou no depoimento de um policial legislativo. Ele relatou ao Ministério Público Federal que o Diretor da Polícia do Senado teria realizado medidas de contrainteligência nos gabinetes e residências dos Senadores Fernando Collor de Mello (PTC-AL), Gleisi Hoffmann (PT-PR) e dos ex-senadores José Sarney (PMDB-AP) e Edison Lobão Filho (PMDB-MA), com suspeitas de obstruir as investigações da Operação Lava Jato. Os depoimentos dos agentes presos confirmaram a denúncia do policial legislativo que, por sua vez, foi demitido do Senado Federal, criando a suspeição de represália, já que foi resultado de um processo administrativo formulado pelo diretor denunciado.

## Suspensão
Em 27 de outubro de 2016, o ministro do Supremo Tribunal Federal (STF) Teori Zavascki suspendeu a Operação Métis, que apura a suposta tentativa de policiais do Senado de obstruir investigações de parlamentares na Operação Lava Jato. A decisão foi uma  resposta ao pedido de Antônio Tavares dos Santos Neto, um dos agentes da polícia legislativa presos no Senado e depois libertado. O policial questionou se a operação autorizada pelo juiz federal Vallisney de Souza Oliveira não deveria ter sido ordenada pelo STF.
Ao ser questionado por jornalistas sobre a decisão de Teori, o Presidente da República Michel Temer afirmou em uma entrevista coletiva à imprensa concedida no mesmo dia, no Palácio do Planalto, que a decisão do ministro do STF Teori Zavascki de suspender por meio de liminar  a Operação Métis foi "processualmente correta".

## Reações
Em 24 de outubro de 2016, diante da prisão de quatro policiais do legislativo pela operação Métis, o então Presidente do Senado Renan Calheiros disse que a tentativa de embaraçar investigações era “uma fantasia”. Chamou ainda o magistrado que autorizou a operação, o juiz federal Vallisney de Souza Oliveira, de “juizeco” e afirmou que o Ministro da Justiça, Alexandre de Moraes (PSDB), dava “bom dia a cavalo”. Nas palavras de Renan Calheiros, “um ‘juizeco’ de primeira instância não pode a qualquer momento atentar contra o Poder. É lamentável que isso aconteça em um espetáculo com a participação de um ministro do governo [Moraes], que não tem se comportado como ministro e sim como um chefete polícia”, disse Renen Calheiros de maneira irritada. E completou: “Lamento que um Ministro de Estado tenha se portado sempre como não devia: dando bom dia a cavalo”. No mesmo dia, em uma entrevista coletiva, Renan chegou a dizer que o ministro da Justiça, Alexandre de Moraes, se comporta, "no máximo", como um "chefete de polícia".
Em reação as declarações de ataque de Renan Calheiros, ainda no mesmo dia, duas das maiores entidades da magistratura nacional, a Associação dos Magistrados Brasileiros (AMB) e a Associação dos Juízes Federais do Brasil (Ajufe), divulgaram nota em que repudiavam as declarações feitas pelo então Presidente do Senado, Renan Calheiros, sobre a prisão de policiais legislativos a ele subordinados. Sob acusação de atrapalhar a Operação Lava Jato, quatro agentes, entre eles o Diretor da Polícia do senado Federal, Pedro Ricardo Araújo, foram detidos pela Polícia Federal e indiciados por crimes como associação criminosa armada e corrupção.
A Associação Nacional dos Procuradores da República (ANPR) e a Ajufe ainda destacaram que nenhuma autoridade com foro privilegiado foi alvo da Operação Métis, portanto, o juiz natural do processo seria Vallisney Oliveira.
Em 25 de outubro de 2016, a Presidente do Supremo Tribunal Federal, Carmen Lúcia, saiu em defesa do juiz federal e pediu respeito ao Judiciário por parte do Legislativo e Executivo. Ao abrir a sessão do Conselho Nacional de Justiça (CNJ), a ministra disse que os poderes devem buscar a "harmonia" em benefício do cidadão.
O Procurador-geral da República, Rodrigo Janot, pediu o afastamento dos quatros policiais legislativos presos na Operação Métis  incluindo o Diretor da Polícia do Senado, Pedro Ricardo Araújo de Carvalho, homem de confiança de Renan Calheiros (PMDB-AL). O Senador Renan Calheiros não acatou o pedido, e nem o fez seu substituto na Presidência do Senado, Senador Eunício Oliveira (PMDB-CE).

## A Contrainteligência no Senado Federal
Apesar do assunto "desvio de finalidade" envolvendo a inteligência de uma maneira geral carecer de investigação e estudo, curiosamente existe o site "A Contrainteligência no Senado Federal", onde é possível a compreensão de como aquela atividade, criada e formatada com a finalidade de salvaguardar informações de interesse da segurança nacional, pôde ser redefinida e aparelhada como uma atividade voltada a atender os interesses de autoridades acusadas de corrupção.
O site em referência descreve pormenores, desde os fatores que levaram à implantação da atividade, passando pela forma como era conduzida, descrição dos equipamentos, diagramas funcionais, publicação de normas e até os meandros que conduziram ao desvio de finalidade daquele serviço. Destaque para a recusa do então responsável pela contrainteligência em executar ações de varredura nos endereços dos parlamentares suspeitos de corrupção, fato que o levou a sofrer ameaças de ser indiciado  em Processo Administrativo Disciplinar, entre outras retaliações.
Como prova de que as impropriedades que resultaram na operação Métis poderiam ter sido evitadas, o especialista responsável pelo site Dura Verum já havia feito uma série de denúncias contra o mesmo Diretor, as quais resultaram unicamente na tentativa de demissão do denunciante, mesma situação pelo que passaram os denunciantes da operação Métis.
Essa questão da carência de investigação e estudo da situação envolvendo o Senado Federal pode ainda ser mais complexa, pois mesmo apesar do autor alertar para a possibilidade de que o responsável pela atividade poderia ter sido afastado em 2013 para que seus superiores viabilizassem a utilização imprópria dos meios tecnológicos, até 2018 nenhum órgão de correição ou veículo de imprensa se manifestou ou deu publicidade ao tema, se restringindo a atuar e informar sobre o efeito (a atuação ilegal dos servidores e autoridades) sem explorar a causa (a desestruturação proposital de uma importante atividade e o aparelhamento dos cargos).
O domínio Dura Verum, que serve de indexador para o site sobre a contrainteligência, ainda disponibiliza a página Desinformação, onde, durante a abordagem sobre o tema, se aprofunda nos meandros de possíveis impropriedades cometidas pelo mesmo acusado em denúncias de assédio moral, fraude processual e interferência nos processos administrativos do Senado Federal.

## Defesa
Por meio de nota, o advogado de Sarney e Lobão Filho, Antônio Carlos de Almeida Castro, afirmou que não houve irregularidades cometidas pelos políticos.